# David Sheppard, Baron Sheppard of Liverpool
David Stuart Sheppard, Baron Sheppard of Liverpool (* 6. März 1929 in Reigate, Surrey, England; † 5. März 2005 in West Kirby, Merseyside, England) war ein britischer Cricketspieler und anglikanischer Theologe. Er war von 1975 bis 1997 Bischof der Diözese Liverpool in der Church of England.

## Leben

### Familie und Ausbildung
Sheppard war Sohn eines Solicitors und besuchte die Sherborne School in Sherborne in der Grafschaft Dorset, wo sein Talent für Cricket zuerst erkannt wurde. Nach seinem Militärdienst als Second Lieutenant im Royal Sussex Regiment studierte er am Trinity Hall College der University of Cambridge.

### Karriere als Cricketspieler
Er spielte für den Cambridge University Cricket Club (Blue 1950, 1951 und 1952; Kapitän 1952), den Sussex County Cricket Club (Kapitän 1953) und für die englische Cricket-Nationalmannschaft. Als Student spielte er mit Freddie Brown auf der Tour der englischen Cricket-Nationalmannschaft in Australien (1950/1951). Aufgrund seiner Erfolge beim Cambridge University Cricket Club wurde er 1953 mit dem Wisden Cricketers of the Year und damit zu einem der besten fünf Spieler der englischen Cricketsaison ausgezeichnet. 1954 war er Kapitän, als Vertretung für den verhinderten Len Hutton, bei zwei Tests Englands gegen Pakistan. Insgesamt bestritt Sheppard 233 First-Class-Spiele für den Sussex County Cricket Club und erzielte dabei 15.838 Runs. In seinen 22 Auftritten für die Nationalmannschaft erzielte er bis 1963 1.172 Runs.

### Kirchenlaufbahn
Sheppard, der ursprünglich Barrister werden wollte, entschied sich während seiner Studienzeit in Cambridge für den Kirchendienst. Zur Vorbereitung auf das Priesteramt besuchte er das Ridley Hall College der Universität Cambridge, wo er Vorlesungen bei Owen Chadwick und Maurice Wiles hörte. Großen Eindruck machten auf ihn die Vorlesungen des Kirchenmanns, Sozialisten und Pazifisten Donald Soper, Baron Soper, der als Gastdozent in Cambridge lernte. Theologisch wurde Sheppard insbesondere von E. J. H. Nash beeinflusst. 1955 wurde er zum Diakon geweiht; 1956 folgte die Priesterweihe. Da er noch bis 1963 Spiele für die Nationalmannschaft bestritt, war er der erste ordinierte Geistliche, der als Cricketspieler aktiv war, fokussierte sich aber vor allem in den letzten Jahren seiner Sportlerkarriere immer mehr auf seine Kirchenlaufbahn.
Er war nach seiner Priesterweihe zunächst Pfarrvikar (Curate) in Islington. Danach wurde er Leiter und Vorsteher (Warden) des Mayflower Family Centre im Stadtteil Canning Town in London.
1969 wurde er mit dem Titel „Bishop of Woolwich“ Suffraganbischof in der Diözese Southwark. 1975 wurde er Bischof von Liverpool. Er war im Alter von 46 Jahren der bis dahin jüngste Diözesanbischof der Church of England. Sheppard setzte sich insbesondere für den Abbau von Armut für soziale Reformen und für bessere Wohnbedingungen in den Innenstadtgemeinden von Liverpool ein; er war außerdem ein entschiedener Gegner der Apartheid.
Er arbeitete eng mit Derek Worlock, dem römisch-katholischen Erzbischof von Liverpool, zusammen und setzte sich intensiv für eine Zusammenarbeit und eine Verbesserung der Beziehungen zwischen der Anglikanischen Kirche und dem Katholizismus ein. 1985 reiste er nach der Katastrophe im Heysel-Stadion in Brüssel, wo viele italienische Fans der Fußballmannschaft von Juventus Turin starben, gemeinsam mit Worlock nach Turin, als Geste und Zeichen der Versöhnung. Sheppard war außerdem ein offener Kritiker der Regierung von Margaret Thatcher. 1985 wurde er Mitglied der Archbishop of Canterbury’s Commission on Urban Priority Areas, die in ihrem Bericht Faith in the City die sozialen Probleme und Brennpunkte in Innenstadtgemeinden thematisierte. 1997 ging Sheppard in den Ruhestand. Sein Nachfolger wurde James Jones.

### Mitgliedschaft im House of Lords
Nachdem Sheppard während seiner Zeit als Bischof bereits von 1980 bis 1997 als geistlicher Lord im House of Lords gesessen hatte, wurde er 1998 in den New Year Honours zum Life Peer ernannt. Er trug den Titel Baron Sheppard of Liverpool, of West Kirby in the County of Merseyside und saß für die Labour Party im Oberhaus. Sheppard veröffentlichte zwei Autobiografien: Parson’s Pitch (1966) und Steps Along Hope Street (2002); den Titel Hope Street wählte er nach der Straße in Liverpool, welche die Liverpool Cathedral und die Liverpool Metropolitan Cathedral miteinander verbindet.

## Privates und Tod
Sheppard war mit Grace Sheppard (geb. Isaac) verheiratet, die er in Cambridge kennengelernt hatte. Aus der Ehe ging eine Tochter, Jenny, hervor. Diese konvertierte später zum Katholizismus. Lady Sheppard starb am 10. November 2010 im Alter von 75 Jahren an Krebs.
Im Dezember 2003 gab Sheppard bekannt, dass er an Darmkrebs leide. Am 5. März 2005 starb Sheppard im Alter von 75 Jahren. In der Liverpool Cathedral wurde seine Asche beigesetzt.